# Championnats de Tunisie d'athlétisme 1983
Navigation
1982 1984
Les championnats de Tunisie d'athlétisme 1983 sont une compétition tunisienne d'athlétisme se disputant en 1983.

## Palmarès
| Discipline            | Hommes                 | Hommes        | Femmes           | Femmes       |
| --------------------- | ---------------------- | ------------- | ---------------- | ------------ |
| 100 m                 | Messaoud Fguiri        | 11 s          | Selma Anane      | 12 s 6       |
| 200 m                 | Habib Dhouibi          | 21 s 6        | Selma Anane      | 25 s 5       |
| 400 m                 | Habib Dhouibi          | 48 s 2        | Sarra Touibi     | 57 s 2       |
| 800 m                 | Mohamed Alouini        | 1 min 52 s 7  | Sarra Touibi     | 2 min 14 s 5 |
| 1 500 m               | Mohamed Néji Henchiri  | 3 min 45 s 6  | Sabah Ben Nasr   | 4 min 39 s 4 |
| 3 000 m               |                        |               | Latifa Dérouiche | 10 min 21 s  |
| 5 000 m               | Fethi Baccouche        | 14 min 25 s 7 |                  |              |
| 10 000 m              | Abderrazak Gtari       | 30 min 27 s 5 |                  |              |
| 100 m haies           |                        |               | Kawther Akrémi   | 15 s 6       |
| 110 m haies           | Abdessatar Mouelhi     | 14 s 8        |                  |              |
| 400 m haies           | Adel Jemmali           | 53 s 7        | Khédija Gabsi    | 67 s 8       |
| 3 000 m steeple       | Fethi Baccouche        | 8 min 54 s 1  |                  |              |
| Relais 4 × 100 mètres |                        |               |                  |              |
| Relais 4 × 400 mètres |                        |               |                  |              |
| Saut en longueur      | Anwar Oueslati         | 7 s 17        | Kawther Akrémi   | 5 s 49       |
| Triple saut           | Féthi Ouertani         | 15 s 66       |                  |              |
| Saut en hauteur       | Chiheb Ben Hamida      | 2 s           | Kawther Akrémi   | 1 s 70       |
| Saut à la perche      | Abdelatif Chekir       | 4 s 40        |                  |              |
| Lancer du poids       | Néjib Dimassi          | 15 s 7        | Latifa Nefzaoui  | 12 s 65      |
| Lancer du disque      | Abderrazak Ben Hassine | 51 s 72       | Latifa Nefzaoui  | 37 s 82      |
| Lancer du marteau     | Youssef Ben Abid       | 53 s 50       |                  |              |
| Lancer du javelot     | Tarek Chaabani         | 72 s 80       | Hayet Ben Slama  | 39 s 98      |
| Décathlon             | Abdessatar Mouelhi     | 6 616         |                  |              |
| Heptathlon            |                        |               |                  |              |
| Marathon              |                        |               |                  |              |